# Liste der Sendetürme in Stuttgart

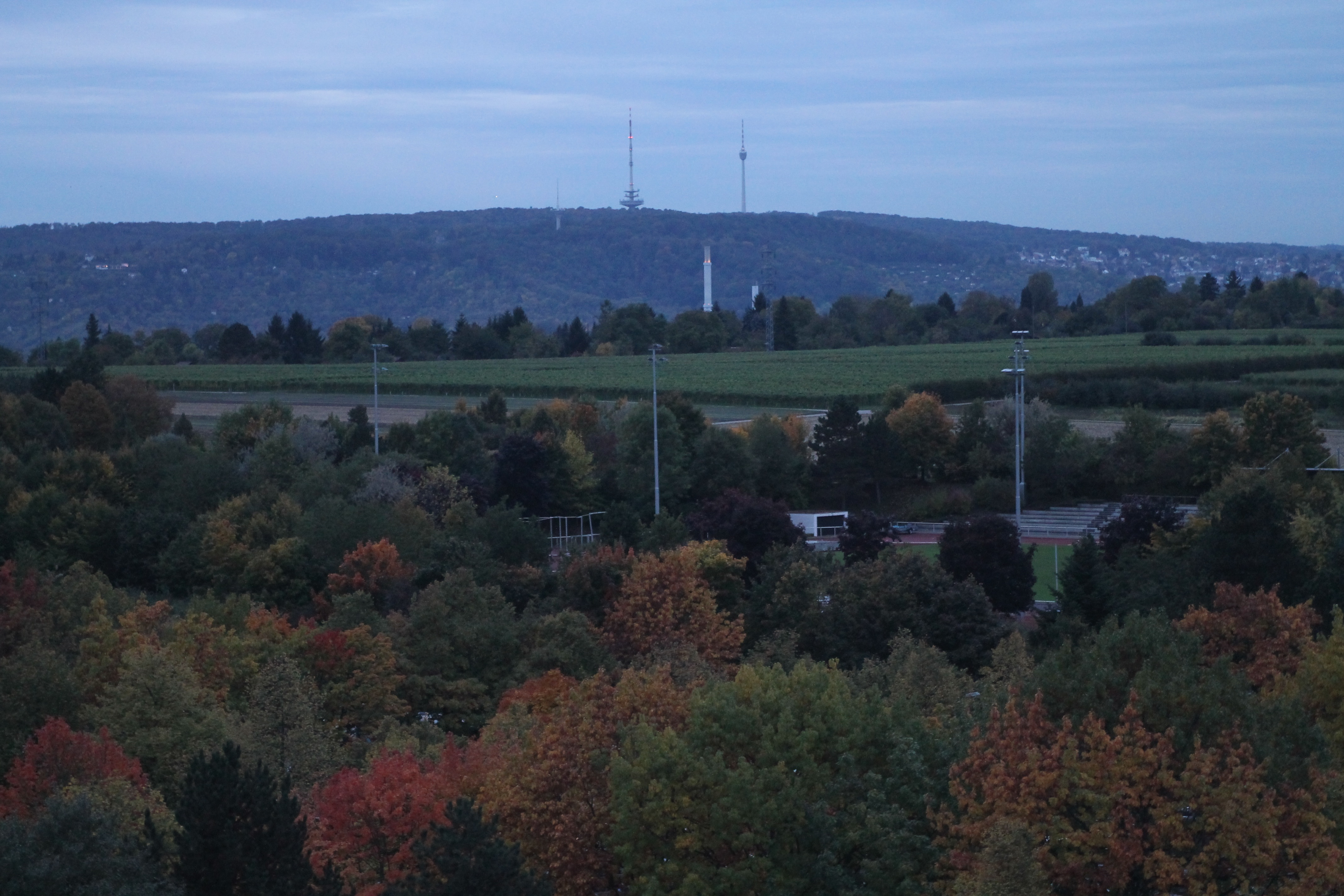
Stuttgarter Funkturm (links)
Stuttgarter Fernmeldeturm (mittig)
Stuttgarter Fernsehturm (rechts), Aufnahme von Herbst 2012

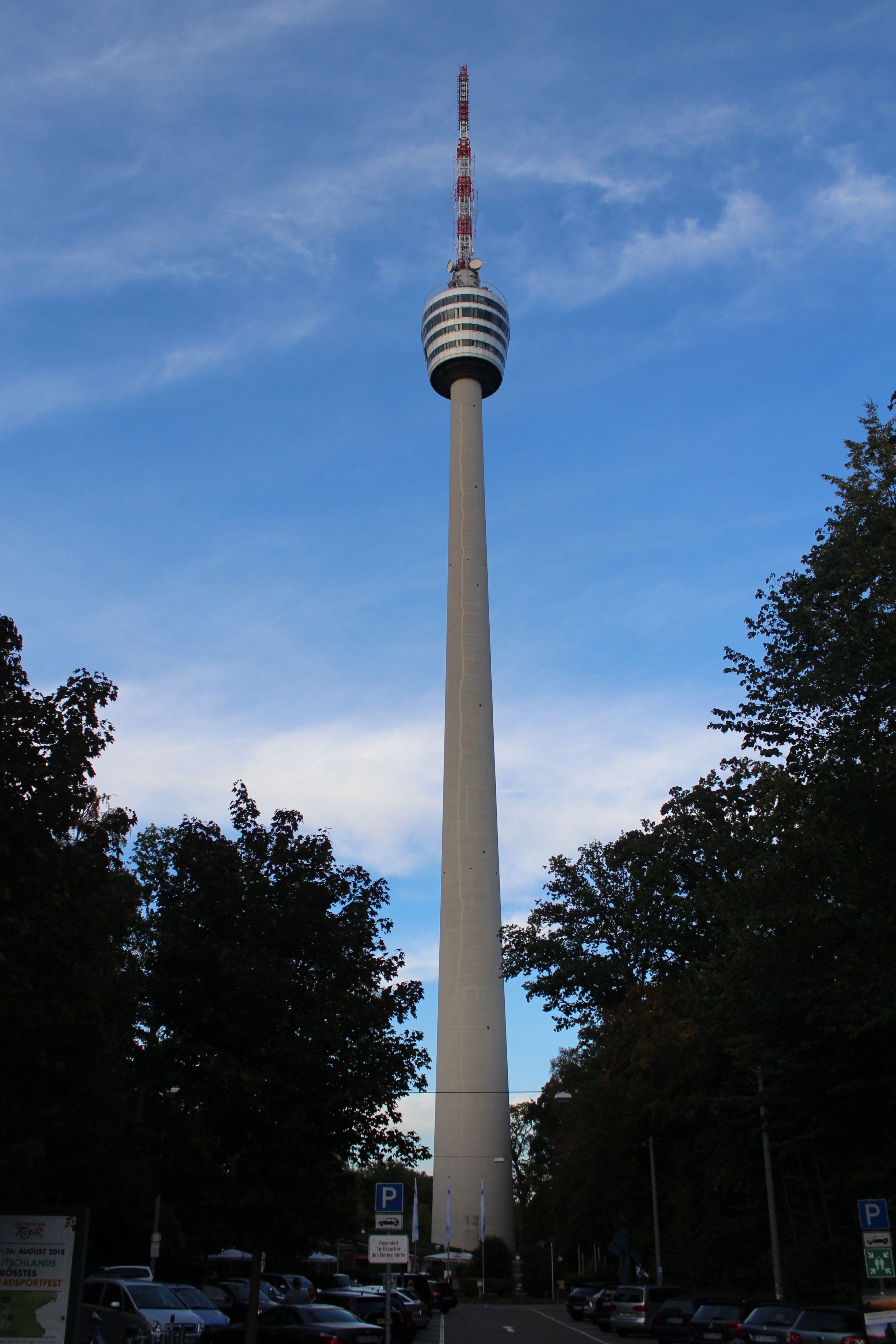
Fernsehturm Stuttgart (August 2018)

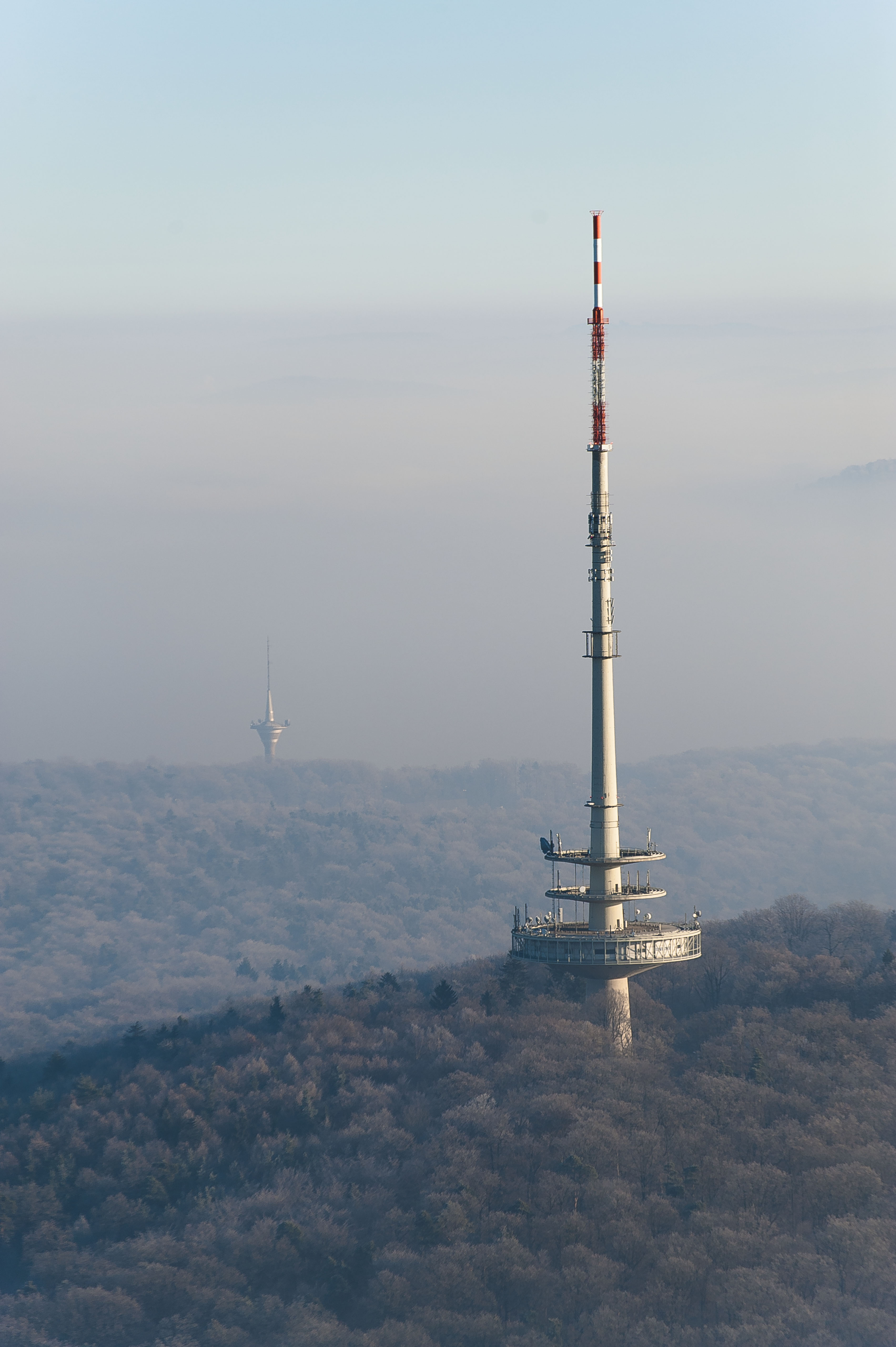
Stuttgarter Fernmeldeturm (vorne) und Stuttgarter Funkturm (hinten) im Januar 2017

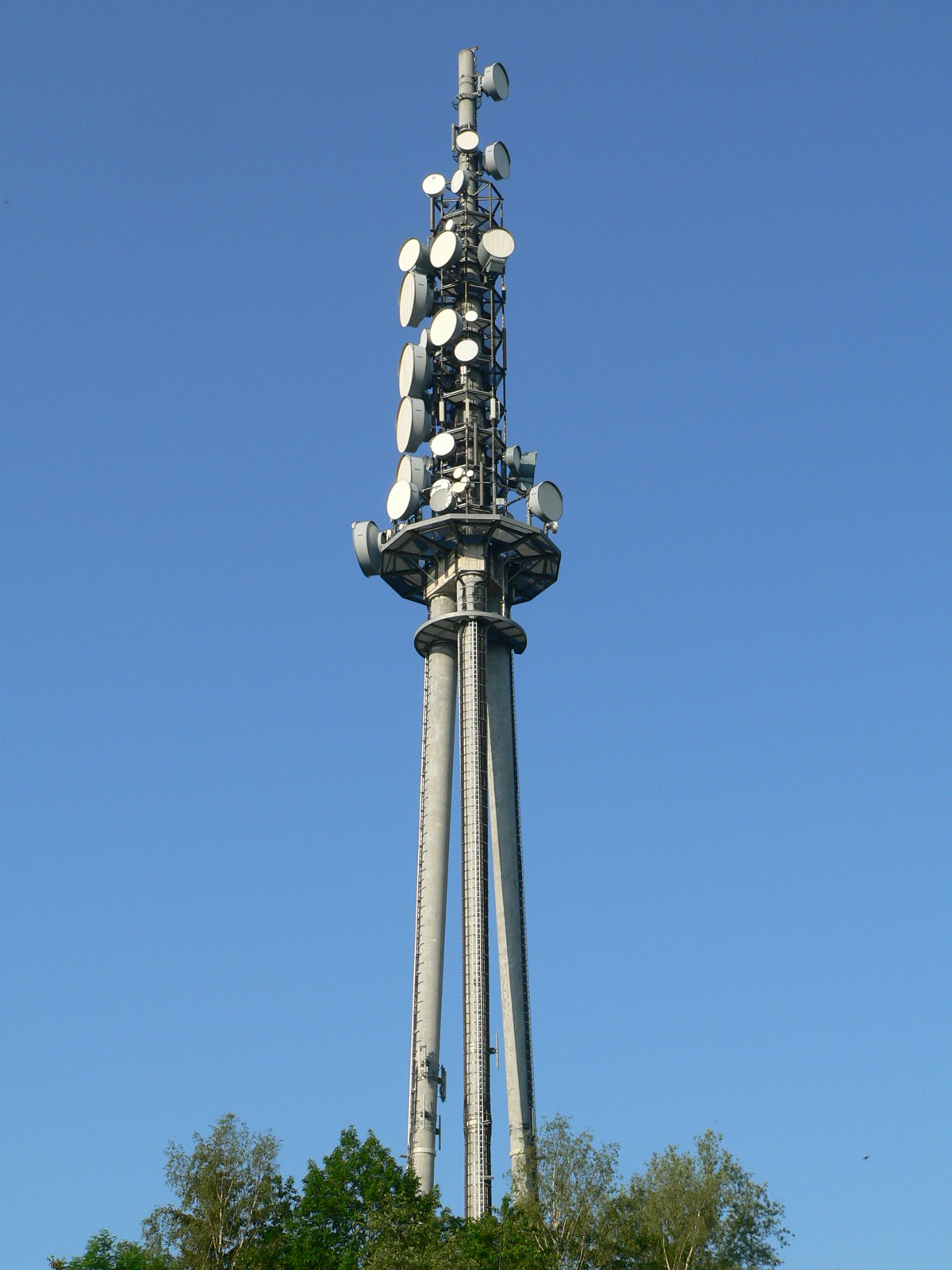
Vodafone-Funkturm Stuttgart-Vaihingen

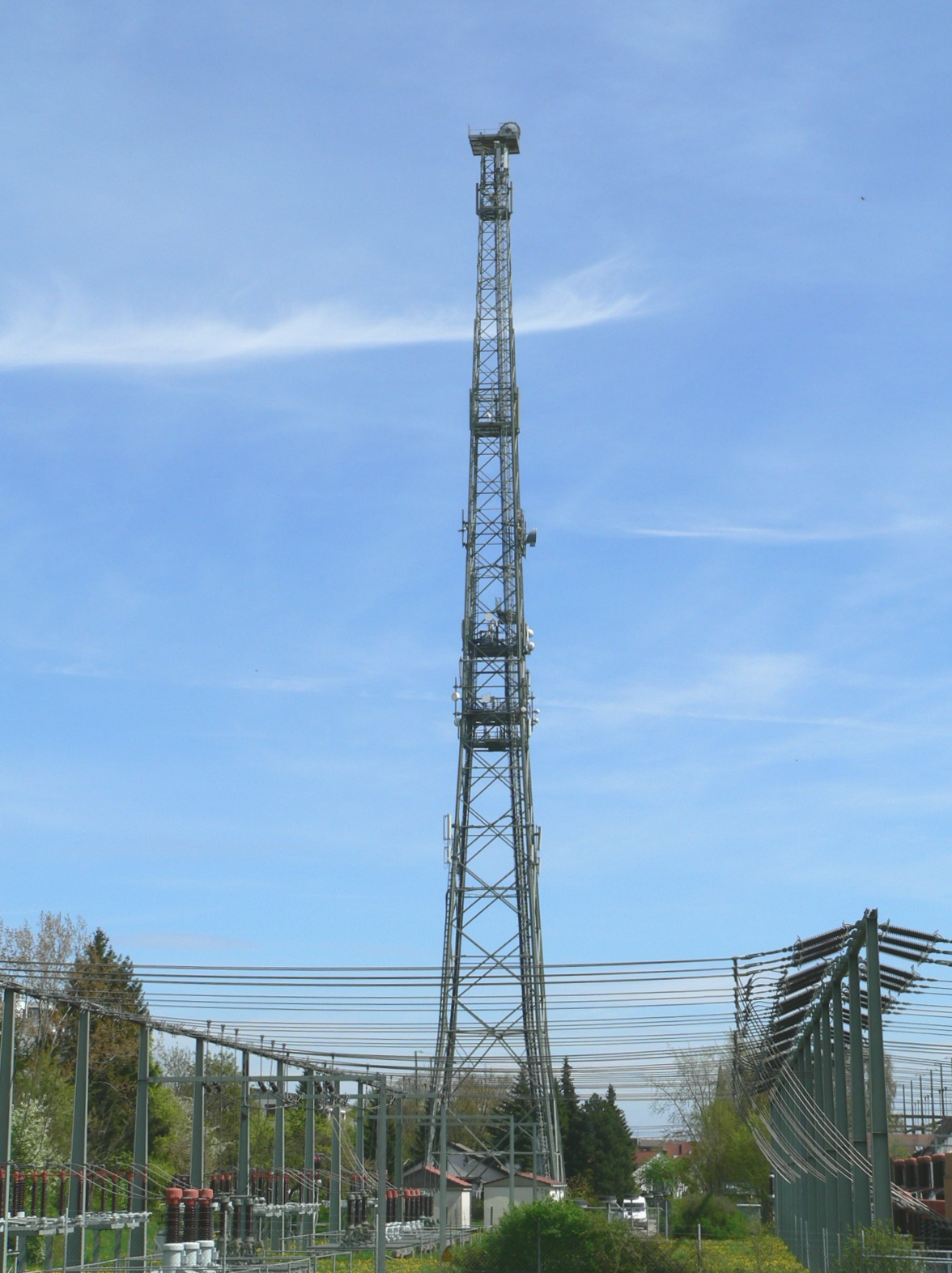
Richtfunkturm Stuttgart-Möhringen

Diese Liste der Sendetürme in Stuttgart gibt einen Überblick über die für Funkdienste im VHF- und UHF-Bereich errichteten Bauwerke im Stadtgebiet. Neben der Verbreitung von Rundfunk- (UKW, DAB) und Fernsehprogrammen (DVB-T) dienen die Sendetürme dem Richtfunk, dem nichtöffentlichen Landfunkdienst (BOS-Funk) und dem Mobilfunk. Sie sind als freistehende Beton- oder Stahltürme ausgeführt und mit Ausnahme des Stuttgarter Fernsehturms, einem der Wahrzeichen von Stuttgart, für die Öffentlichkeit nicht zugänglich. Allerdings sind zahlreiche dieser Türme nicht zu übersehende Marken im Stadtbild der baden-württembergischen Landeshauptstadt.

## Liste

### Landmarken
Sortierung nach Höhe.
- Stuttgarter Fernsehturm (217 m) auf dem Hohen Bopser in Degerloch
Geographische Koordinaten: 48° 45′ 20,6″ N, 9° 11′ 24,8″ O
- Stuttgarter Fernmeldeturm (192 m) auf dem Frauenkopf in Stuttgart-Ost
Geographische Koordinaten: 48° 45′ 49″ N, 9° 12′ 20,8″ O
- Vodafone-Funkturm Stuttgart-Vaihingen (99 m)
Geographische Koordinaten: 48° 43′ 41,5″ N, 9° 4′ 46,3″ O
- Stuttgarter Funkturm (93 m), Polizeifunkturm auf dem Raichberg in Stuttgart-Ost
Geographische Koordinaten: 48° 46′ 24,4″ N, 9° 13′ 18,3″ O
- Richtfunkturm (93 m) in Stahlfachwerkbauweise auf dem Gelände des EnBW-Umspannwerks Stuttgart-Möhringen
Geographische Koordinaten: 48° 43′ 35,1″ N, 9° 7′ 59,8″ O
- Funkturm Stuttgart-Burgholzhof (47 m)
Geographische Koordinaten: 48° 48′ 44,7″ N, 9° 11′ 14,2″ O
- Richtfunkturm (40 m) in Stahlfachwerkbauweise auf dem Areal der Robinson Barracks in Burgholzhof
Geographische Koordinaten: 48° 49′ 10,9″ N, 9° 11′ 37,3″ O

### Weitere Türme und Masten
Sortierung von Norden nach Süden.
| Art                             | Meter Höhe | Baujahr | Bauweise              | Ort                                               | GPS                             |
| ------------------------------- | ---------- | ------- | --------------------- | ------------------------------------------------- | ------------------------------- |
| Sendemast ehem. Fernsehumsetzer |            |         | Fertigbetonbauweise   | Münster                                           | 48° 49′ 44,1″ N, 9° 12′ 15″ O   |
| Sendemast ehem. Fernsehumsetzer |            |         | Stahlrohrbauweise     | Feuerbach Standort seit 10. Juli 2006 stillgelegt | 48° 49′ 4,7″ N, 9° 8′ 53,8″ O   |
| Mobilfunkturm                   | 25         | 2015    | Fertigbetonbauweise   | Wolfbusch                                         | 48° 48′ 19,7″ N, 9° 6′ 13,9″ O  |
| Funkmast                        |            |         | Fertigbetonbauweise   | Hochbehälter Hohe Warte                           | 48° 47′ 54,3″ N, 9° 7′ 20″ O    |
| Bemper                          | 21         | 2016    | Fertigbetonbauweise   | Cannstatter Wasen                                 | 48° 47′ 52,2″ N, 9° 12′ 54,4″ O |
| Mobilfunkturm                   | 40         |         | Fertigbetonbauweise   | Hochbehälter Hohe Warte                           | 48° 47′ 50,3″ N, 9° 7′ 16,7″ O  |
| Mobilfunkturm Weißenhofturm     |            |         | Fertigbetonbauweise   | Killesberg                                        | 48° 47′ 49,8″ N, 9° 10′ 11,8″ O |
| Wasenspargel                    | 29,5       |         | Fertigbetonbauweise   | Cannstatter Wasen                                 | 48° 47′ 41,7″ N, 9° 13′ 5,8″ O  |
| Würturm                         | 15         |         | Fertigbetonbauweise   | Untertürkheim                                     | 48° 47′ 3,9″ N, 9° 15′ 50,1″ O  |
| Sendemast ehem. Fernsehumsetzer |            |         | Fertigbetonbauweise   | Uhlbach                                           | 48° 46′ 7,6″ N, 9° 16′ 53,4″ O  |
| Mobilfunkmast                   | 39         |         | Fertigbetonbauweise   | Wildparkdreieck in Stuttgart-West                 | 48° 46′ 2″ N, 9° 6′ 38,3″ O     |
| Mobilfunkmast                   |            | 2019    | Fertigbetonbauweise   |                                                   | 48° 45′ 49,8″ N, 9° 7′ 31,3″ O  |
| Mobilfunkturm Rotenwaldturm     |            | 2009    | Fertigbauweise        |                                                   | 48° 45′ 54″ N, 9° 8′ 7″ O       |
| Sendemast ehem. Fernsehumsetzer |            |         | Fertigbetonbauweise   | Hasenberg in Stuttgart-West                       | 48° 45′ 49,8″ N, 9° 8′ 41″ O    |
| Mobilfunkmast                   | 20         |         | Fertigbetonbauweise   | Rudolf-Sophien-Stift in Heslach                   | 48° 45′ 29,7″ N, 9° 7′ 43,4″ O  |
| Mobilfunkturm                   | 40         |         | Stahlfachwerkbauweise | Schattenring in Stuttgart-Vaihingen               | 48° 45′ 27,3″ N, 9° 6′ 54,2″ O  |
| Sendemast ehem. Fernsehumsetzer |            |         | Fertigbetonbauweise   | Rohracker                                         | 48° 45′ 21,1″ N, 9° 14′ 10,4″ O |
| Reserve-UKW-Sendeturm           |            |         | Stahlfachwerkbauweise | Stuttgarter Fernsehturm                           | 48° 45′ 20,8″ N, 9° 11′ 27,6″ O |
| Mobilfunkturm Hedelfingen       | 40         |         | Fertigbetonbauweise   | Stuttgart-Hedelfingen                             | 48° 45′ 15,9″ N, 9° 15′ 54,3″ O |
| Melittaturm                     | 40,5       | 2023    | Fertigbetonbauweise   | Stuttgart-Degerloch                               | 48° 45′ 15,5″ N, 9° 10′ 56,5″ O |
| Mobilfunkturm                   | 42         |         | Stahlfachwerkbauweise | Neuwald bei Büsnau                                | 48° 45′ 13″ N, 9° 4′ 16,7″ O    |
| Mobilfunkturm                   | 27         |         | Stahlfachwerkbauweise | Lederberg                                         | 48° 45′ 11,4″ N, 9° 14′ 26,6″ O |
| Langhans                        | 40         |         | Fertigbetonbauweise   | Stuttgart-Büsnau                                  | 48° 45′ 4,1″ N, 9° 4′ 35,6″ O   |
| Mobilfunkturm                   | 50         | 2010    | Fertigbetonbauweise   | Stuttgart-Sillenbuch                              | 48° 44′ 51,2″ N, 9° 12′ 12,4″ O |
| Mobilfunkmast                   |            |         | Fertigbetonbauweise   | Sportplatz in Heumaden                            | 48° 44′ 6,1″ N, 9° 13′ 16,3″ O  |
| Mobilfunkturm                   |            | 2009    | Stahlfachwerkbauweise | Österfeld                                         | 48° 44′ 3″ N, 9° 7′ 11″ O       |
| Messmast der Bundesnetzagentur  |            |         |                       | Bodelschwinghschule in Stuttgart-Möhringen        | 48° 43′ 56,2″ N, 9° 7′ 48,7″ O  |
| Sendemast (AFN-TV)              |            |         | Stahlbetonbauweise    | Areal der Patch Barracks in Stuttgart-Vaihingen   | 48° 43′ 55,9″ N, 9° 4′ 54,1″ O  |
| Funkturm                        |            |         | Stahlfachwerkbauweise | Areal der Patch Barracks in Stuttgart-Vaihingen   | 48° 43′ 55,9″ N, 9° 4′ 54,1″ O  |
| Mobilfunkturm                   |            | 2014    | Fertigbetonbauweise   | Riedenberg                                        | 48° 43′ 36,3″ N, 9° 12′ 42,7″ O |
| Mobilfunkturm                   | 50         | 2010    |                       | Areal der Firma IBM in Stuttgart-Vaihingen        | 48° 43′ 28″ N, 9° 4′ 26,3″ O    |
| Rohrer Spargel                  |            | 2013    |                       | Stuttgart-Rohr                                    | 48° 43′ 6,9″ N, 9° 5′ 7,8″ O    |
| Sendemast (AFN-TV)              |            |         | Stahlbetonbauweise    | Areal der Kelley Barracks in Stuttgart-Möhringen  | 48° 43′ 25,9″ N, 9° 10′ 42,7″ O |
| Sendemast der Autobahnpolizei   |            |         | Stahlbetonbauweise    | Rohr                                              | 48° 42′ 41,8″ N, 9° 6′ 20,7″ O  |

## Ehemalige Standorte
- Sender Stuttgart-Degerloch
- ehemaliger Richtfunkturm (96 m) in Stahlfachwerkbauweise auf dem Areal der Patch Barracks in Vaihingen
Geographische Koordinaten: 48° 44′ 4,3″ N, 9° 5′ 3″ O. Der Turm wurde im Frühjahr 2009 abgerissen.

## Bildergalerie

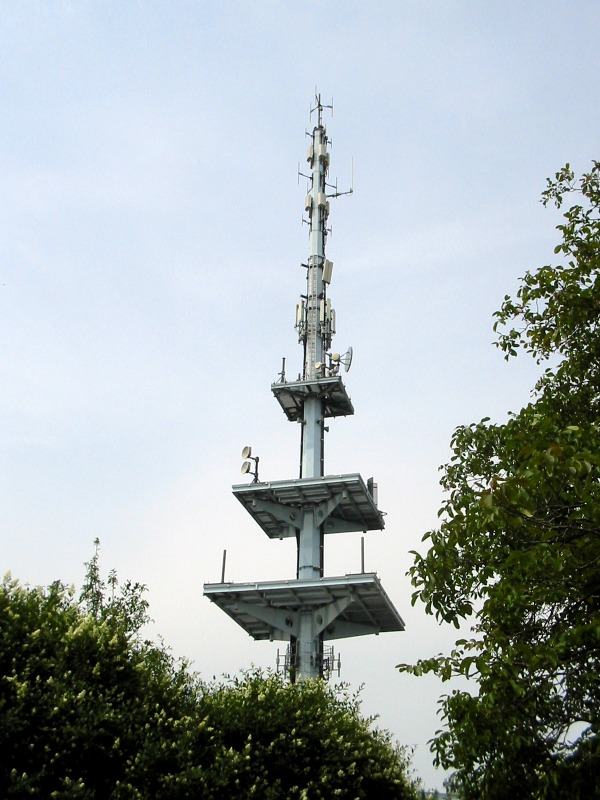
Funkturm Stuttgart-Burgholzhof
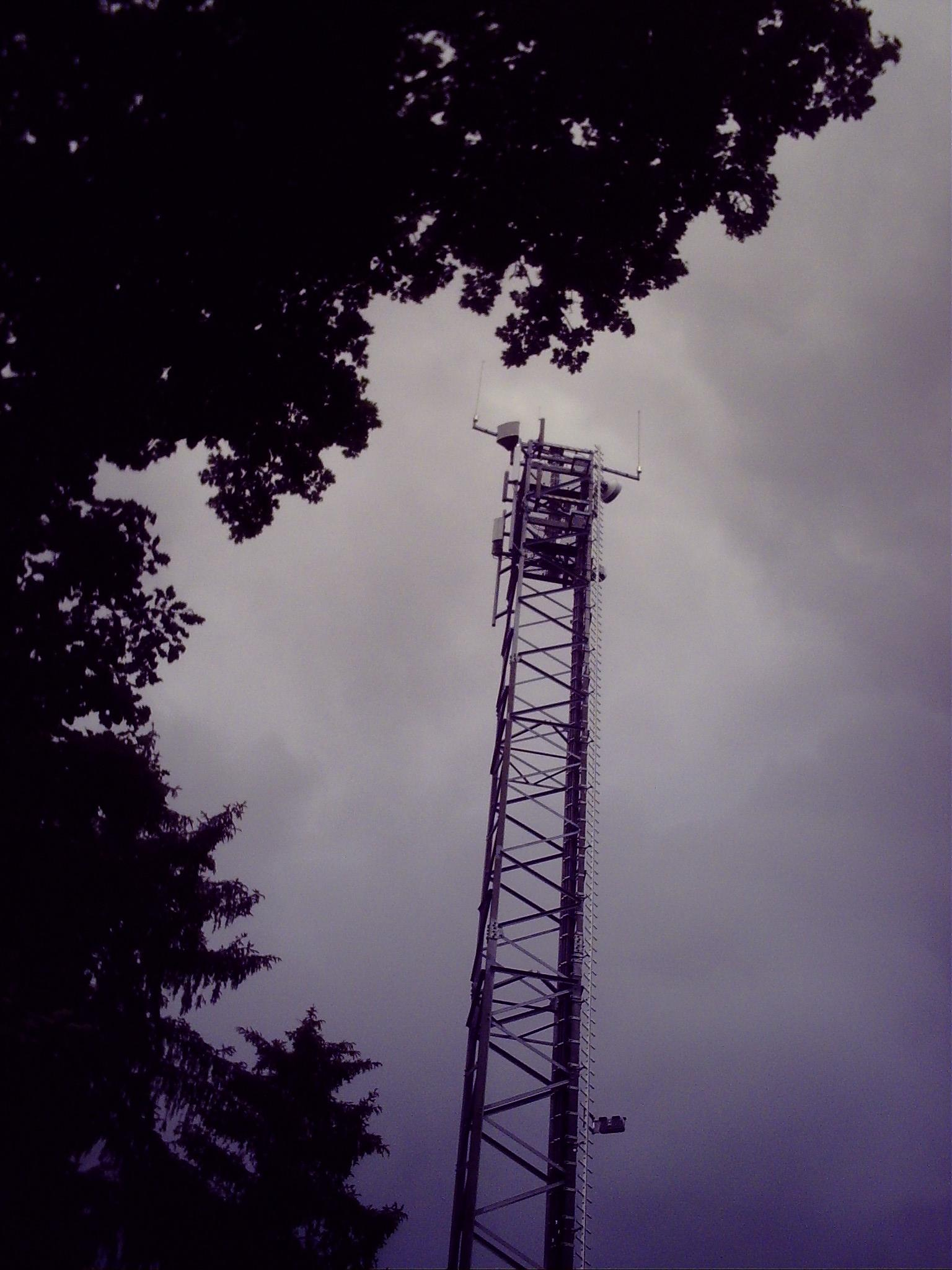
Mobilfunkmast bei Stuttgart-Büsnau
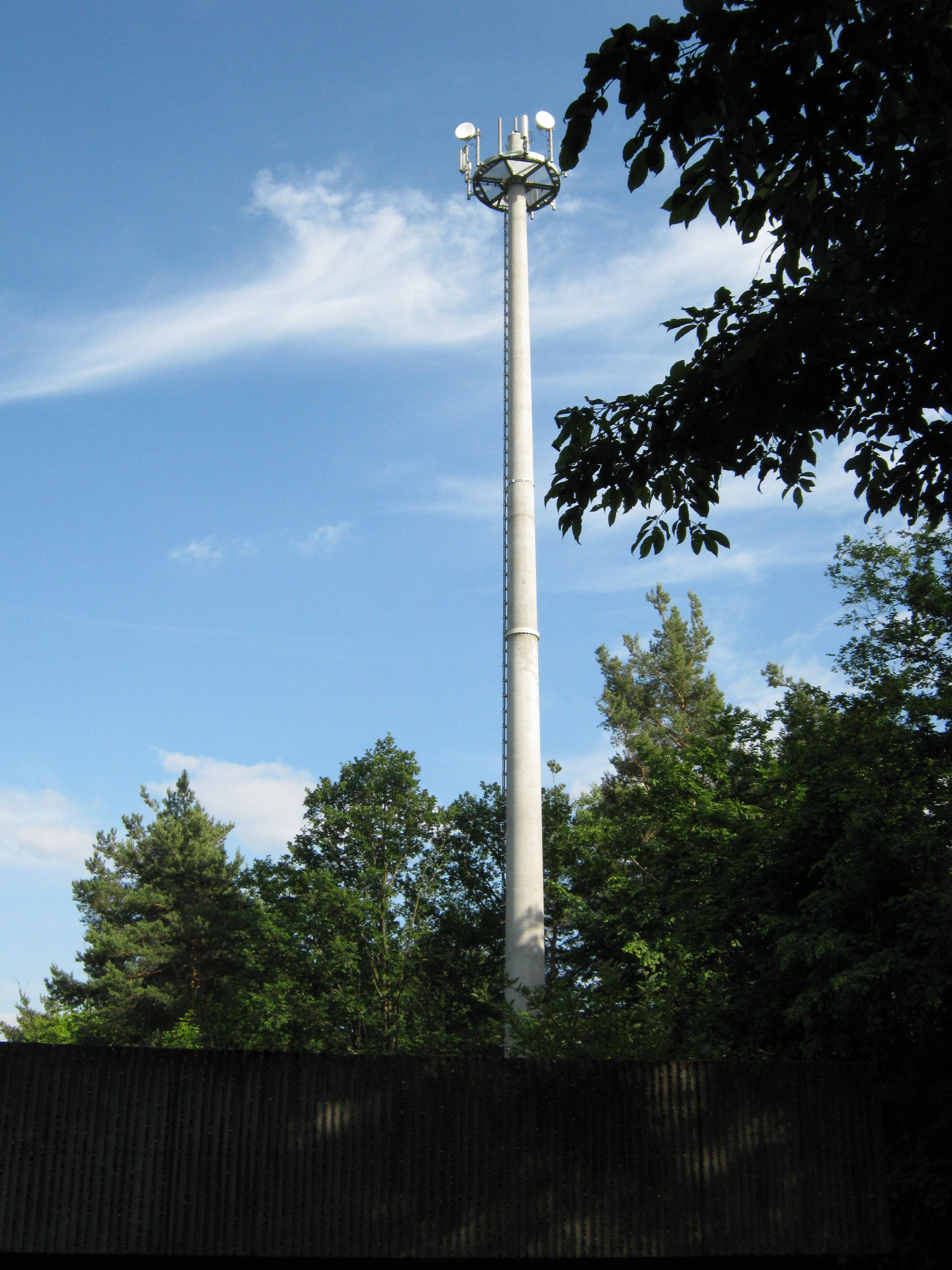
Mobilfunkturm am Hochbehälter Hohe Warte
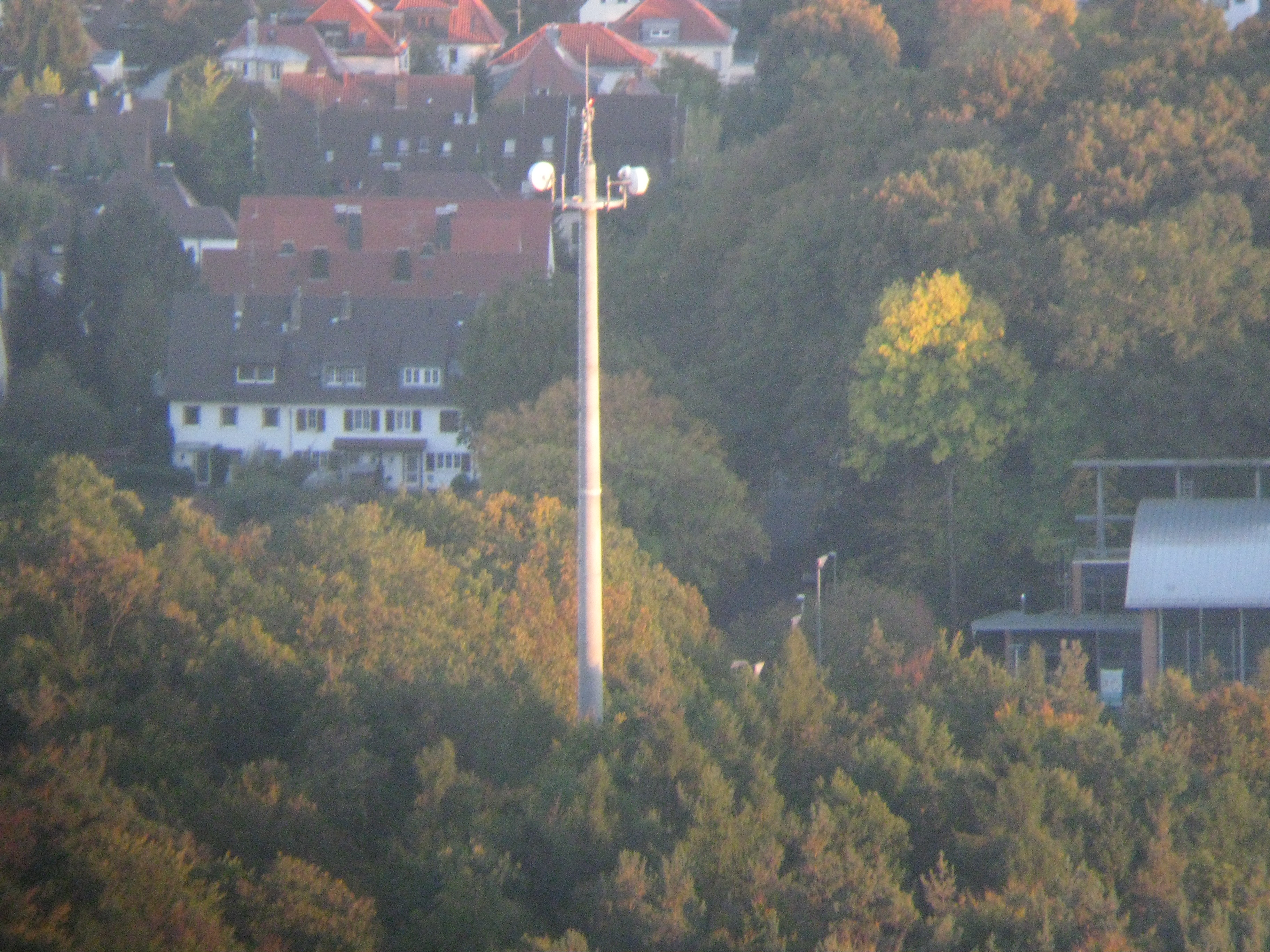
Mobilfunkturm Sillenbuch